# アドリアーノ・レイテ・リベイロ
アドリアーノことアドリアーノ・レイテ・リベイロ（Adriano Leite Ribeiro、 1982年2月17日 - ）は、ブラジル・リオデジャネイロ出身の元サッカー選手。元ブラジル代表。現役時代のポジションはフォワード。
ニックネームは皇帝（英: The Emperor、伊: L'Imperatore、葡: O Imperador）。アドリアーノという男性名の由来となったローマ皇帝ハドリアヌス（羅: Hadrianus、葡: Imperador Adoriano）と彼の名前をかけた物である。

## 経歴

### クラブ
リオデジャネイロのファヴェーラの出身で、7歳の時にCRフラメンゴのアカデミーに入団した。当時は小柄で痩せており、サイドバックとしてプレーしていたが、U-17チームに昇格してフォワードにコンバートされると才能を発揮し始めた。2000年2月に17歳でトップチームに昇格した。デビュー2試合目のサンパウロFC戦で初ゴールを挙げた。2001年のワールドユースなどでの活躍がスカウトの目に留まり、2001年8月にセリエAのインテルに移籍した。移籍金は1319万ユーロ。
インテル入団後、プレシーズンマッチのレアル・マドリード戦に出場すると、ペナルティエリア手前からのフリーキックで時速105kmの強烈なシュートでゴールを挙げた。最初のシーズン開幕後すぐにレンタルされる予定だったが、このフリーキックを見た監督のエクトル・クーペルが、しばらく手許に置いておきたいと申し出、レンタル移籍は半年見送られた。その時のFKはアドリアーノ本人もベストゴールの1つに挙げている。2001-02シーズンの後半は、ACFフィオレンティーナにレンタル移籍した。フィオレンティーナでは、15試合で6ゴールを挙げた。
2002年7月、移籍金1450万ユーロでパルマFCに移籍した。パルマでは、アドリアン・ムトゥ、中田英寿と共に前線を形成し、得点を量産。1年半の間、リーグ戦で37試合23得点を記録し、2004年1月にインテルに再び移籍した。この際の移籍金は2340万ユーロと前回のインテル移籍時をはるかに上回る金額だった。インテル復帰後の最初の半年間では、リーグ戦16試合で9ゴールを挙げた。2003-04シーズン最終節のエンポリFC戦では、チームは先制されるも前半ロスタイムに同点ゴールを挙げ、後半25分に相手ディフェンダー3人をかわして決勝ゴールを挙げた。この勝利によって、インテルはリーグ4位となってUEFAチャンピオンズリーグ出場権を獲得した。翌2004-05シーズンは公式戦で28得点を記録し、チームもコッパ・イタリアを制するなど、ヨーロッパでのトップストライカーとしての地位を確立した。2005-06シーズンは公式戦で19得点を記録した。
2006-07シーズンは監督との対立などにより、出場機会を減らすようになり、ズラタン・イブラヒモヴィッチとエルナン・クレスポが起用されたため、6ゴールに留まった。翌年も2月に脹脛を負傷、3月にはディスコでの乱闘が報じられるなどする中、放出の噂が絶えなかった。本人は当時の不調や生活の乱れを、父の死や恋人との破局から酒に溺れたためとしている。
クラブはオフに新たなFWを補強、またUEFAチャンピオンズリーグの登録メンバー（25人）から外されるなどの状況で2007-08シーズンを迎えたが、10月のレッジーナ戦で交代を命じられ不満を露にすると、その後の練習を無断欠席して物議を醸した。ことあるごとに擁護してきたマンチーニ監督からも移籍を薦められる中、11月に鬱病治療のためブラジルに帰国したが、翌月サンパウロFCへの半年間の期限付移籍が発表された。なお、イタリアでは2006年、2007年と2年連続で年間最悪選手「金のバケツ賞」を受賞、2008年にも3位にランクされた。
2008年1月から母国でプレー。相手DFへの頭突きによる出場停止処分や、規律を乱す行動から40%の減俸となるなどトラブルも続いたが、28試合で17得点をあげるなど好調を保ち、夏にインテルに復帰した。当初は新監督モウリーニョのもと活躍を見せて復調を印象付けたが、11月以降は遅刻や夜遊びといった規律違反から再びスタメンを外れがちとなり、12月中旬に負傷者リスト入りしてそのまま帰国。CRフラメンゴへの移籍が決定寸前と報じられたが実現せず、2009年が明けるとチームに合流、リーグ戦やカップ戦で得点を記録するなど活躍を見せた。しかし4月には代表戦でブラジル入りしたままイタリアに戻らず、一時失踪して消息を絶ち、誘拐説や死亡説まで流れる騒動となった。間もなく姿を現し会見、このままブラジルに残り、サッカー選手としての活動をしばらく中断することを表明した。サッカーをする喜びを失ったこと、イタリアでの生活が辛かったことを理由に挙げている。
騒動後はインテルとの契約を解除して無所属となっていたが、5月に自身が初めてプロ契約をしたブラジルのCRフラメンゴに入団。再デビュー戦となったアトレチコ・パラナエンセ戦では、アドリアーノの復帰に伴って5万枚のチケットが追加販売されたと報じられ、ピッチに姿を見せた時には観客から大歓声で迎え入れられた。母国ではやはり好調で、47試合に出場して35得点を記録。ブラジル全国選手権では19ゴールで得点王となり、チームの17年ぶりのブラジル全国選手権制覇に貢献した。
再び欧州復帰が取りざたされていたところ、2010年6月9日にASローマへの移籍が発表された。しかし、プレシーズンでの練習には太り気味の状態で現れ、監督のクラウディオ・ラニエリの怒りを買い、2010-11シーズンが始まれば怪我に見舞われ出場もままならず、2010年末には3年ぶり3度目となる「金のバケツ賞」に選出された。2011年1月にコッパ・イタリアのSSラツィオ戦で肩を負傷し、2月に治療のためにブラジルに戻ると、現地での飲酒や運転免許剥奪が報じられた上に、イタリア帰国を無断で延期するなどトラブルが続き、3月8日にローマから契約解消が発表された。
2011年3月28日にカンピオナート・ブラジレイロのコリンチャンスとの契約が発表された。しかし4月19日には練習中にアキレス腱を断裂、10月に復帰したがシーズン4試合の出場にとどまった。12月に1年間の契約延長が決まり、コーチと共に減量に取り組んでいたが、練習態度などを問題視され、2012年3月13日にコリンチャンスから契約解除を発表された。
2012年8月22日にCRフラメンゴに復帰したが、11月6日に契約を解除された。翌2013年3月にはSCインテルナシオナルとの入団に近づいたが、メディカルチェックで不合格となり契約に至らなかった。
2014年2月11日、アトレチコ・パラナエンセと契約したが、監督とのトラブルや練習の無断欠席、試合翌日にナイトクラブに姿を見せるといった規律違反を犯し、2ヶ月で契約解除に至った。
2014年10月31日、フランスの港湾都市ル・アーヴルを本拠とするリーグ・ドゥのル・アーヴルAC買収に名乗りを挙げていた実業家クリストフ・マイヨールの招待を受けてル・アーヴルを訪問。その後、12月26日にはル・アーヴルへの加入合意が発表されたものの、マイヨールによるクラブの買収が成立しなかったために破談となった。
無所属の期間を経て、2016年1月29日、NPSL（アメリカ4部）のマイアミ・ユナイテッドFCと契約を結んだが、同年5月に契約解除。同年7月にはリオデジャネイロで最も危険とされるファヴェーラに住んでいる様子が報じられた。
2024年12月15日、フラメンゴのOBとイタリア時代の友人たちが参加して引退試合が行われ、正式にプロ選手としてのキャリアに終止符を打った。

### 代表
2000年11月、18歳にしてブラジル代表に初招集された。
コパ・アメリカ2004では、グループステージのコスタリカ代表戦でハットトリックを達成すると、準々決勝のメキシコ代表戦で2ゴール、準決勝のウルグアイ代表戦で1ゴールを挙げた。決勝のアルゼンチン代表戦では、1-2と敗色濃厚だった後半アディショナルタイムに同点ゴールを挙げると、ブラジル代表はPK戦で勝利し優勝を果たした。7ゴールを挙げて得点王に輝き、MVPにも選出された。
2005年FIFAコンフェデレーションズカップでは得点王とMVPに選ばれるなどの活躍で同国を優勝に導きブラジル代表におけるポジションを確固たるものとした。
2006年FIFAワールドカップでは2得点を挙げたが、不完全燃焼に終わり評価を下げた。

## 私生活
- 2015年夏に友人とサバイバルゲームを楽しんでいる姿をInstagramに投稿していた[19]。
- 父の死後は、ゴール後に両手で天を指しゴールを天国の父に捧げるゴールパフォーマンスを行った[2]。
- 息子の名前もアドリアーノ（英語版）である。2025年2月22日にポルトガルのアカデミカ・コインブラに移籍した[20]。

## 個人成績
| 2000     | フラメンゴ         |          | 1部      | 19       | 7        | -          | -          | 19       | 7        |
| 2001     | フラメンゴ         |          | 1部      | -        | -        | 4          | 1          | 4        | 1        |
| イタリア | イタリア           | イタリア | イタリア | リーグ戦 | リーグ戦 | イタリア杯 | イタリア杯 | 期間通算 | 期間通算 |
| 2001-02  | インテル           |          | セリエA  | 8        | 1        | 1          | 0          | 9        | 1        |
| 2001-02  | フィオレンティーナ | 90       | セリエA  | 15       | 6        | -          | -          | 15       | 6        |
| 2002-03  | パルマ             | 9        | セリエA  | 28       | 15       | 1          | 0          | 29       | 15       |
| 2003-04  | パルマ             | 9        | セリエA  | 9        | 8        | 2          | 0          | 11       | 8        |
| 2003-04  | インテル           | 10       | セリエA  | 16       | 9        | 2          | 3          | 18       | 12       |
| 2004-05  | インテル           | 10       | セリエA  | 30       | 16       | 3          | 2          | 33       | 18       |
| 2005-06  | インテル           | 10       | セリエA  | 30       | 12       | 6          | 0          | 36       | 12       |
| 2006-07  | インテル           | 10       | セリエA  | 23       | 5        | 4          | 1          | 27       | 6        |
| 2007-08  | インテル           | 10       | セリエA  | 4        | 1        | -          | -          | 4        | 1        |
| ブラジル | ブラジル           | ブラジル | ブラジル | リーグ戦 | リーグ戦 | ブラジル杯 | ブラジル杯 | 期間通算 | 期間通算 |
| 2008     | サンパウロ         |          | 1部      | -        | -        | -          | -          | 28       | 17       |
| イタリア | イタリア           | イタリア | イタリア | リーグ戦 | リーグ戦 | イタリア杯 | イタリア杯 | 期間通算 | 期間通算 |
| 2008-09  | インテル           | 10       | セリエA  | 12       | 3        | -          | -          | 12       | 3        |
| ブラジル | ブラジル           | ブラジル | ブラジル | リーグ戦 | リーグ戦 | ブラジル杯 | ブラジル杯 | 期間通算 | 期間通算 |
| 2009     | フラメンゴ         |          | セリエA  | 30       | 19       | -          | -          | 30       | 19       |
| 2010     | フラメンゴ         |          | セリエA  | 1        | 0        | -          | -          | 1        | 0        |
| イタリア | イタリア           | イタリア | イタリア | リーグ戦 | リーグ戦 | イタリア杯 | イタリア杯 | 期間通算 | 期間通算 |
| 2010-11  | ローマ             | 8        | セリエA  | 5        | 0        | 1          | 0          | 6        | 0        |
| ブラジル | ブラジル           | ブラジル | ブラジル | リーグ戦 | リーグ戦 | ブラジル杯 | ブラジル杯 | 期間通算 | 期間通算 |
| 2011     | コリンチャンス     |          | セリエA  | 4        | 1        | -          | -          | 4        | 1        |
| 2012     | コリンチャンス     |          | セリエA  | -        | -        | -          | -          | 0        | 0        |
| 2012     | フラメンゴ         |          | セリエA  | 0        | 0        | -          | -          | 0        | 0        |
| 2014     | アトレチコ-PR      |          | セリエA  | 0        | 0        | -          | -          | 0        | 0        |
| 通算     | ブラジル           | ブラジル | 1部      | 54       | 27       | 4          | 1          | 113      | 48       |
| 通算     | イタリア           | イタリア | セリエA  | 180      | 76       | 20         | 6          | 237      | 108      |
| 総通算   | 総通算             | 総通算   | 総通算   | 234      | 103      | 24         | 7          | 350      | 152      |

### その他
- リオデジャネイロ州選手権2000 : 3試合出場1得点
- リオデジャネイロ州選手権2001 : 7試合出場1得点
- サンパウロ州選手権2008 : 18試合出場11得点
- リオデジャネイロ州選手権2010 : 10試合出場11得点

## 代表歴

### 出場大会
- ブラジル代表
  - 2006 FIFAワールドカップ

### 試合数
- 国際Aマッチ 48試合 27得点（2000年-2010年）[21]

| ブラジル代表 | 国際Aマッチ | 国際Aマッチ |
| 年           | 出場        | 得点        |
| ------------ | ----------- | ----------- |
| 2000         | 1           | 0           |
| 2003         | 6           | 3           |
| 2004         | 11          | 9           |
| 2005         | 12          | 10          |
| 2006         | 6           | 3           |
| 2007         | 1           | 0           |
| 2008         | 6           | 2           |
| 2009         | 4           | 0           |
| 2010         | 1           | 0           |
| 通算         | 48          | 27          |

### 得点
| #   | 開催年月日     | 開催地             | 対戦国           | スコア | 結果         | 試合概要                                   |
| --- | -------------- | ------------------ | ---------------- | ------ | ------------ | ------------------------------------------ |
| 1.  | 2003年6月11日  | アブジャ           | ナイジェリア     | 0-3    | 0-3          | 親善試合                                   |
| 2.  | 2003年6月21日  | リヨン             | アメリカ合衆国   | 1-0    | 1-0          | FIFAコンフェデレーションズカップ2003       |
| 3.  | 2003年6月23日  | サン＝テティエンヌ | トルコ           | 1-0    | 2-2          | FIFAコンフェデレーションズカップ2003       |
| 4.  | 2004年6月11日  | アレキパ           | コスタリカ       | 1-0    | 4-1          | コパ・アメリカ2004                         |
| 5.  | 2004年6月11日  | アレキパ           | コスタリカ       | 3-0    | 4-1          | コパ・アメリカ2004                         |
| 6.  | 2004年6月11日  | アレキパ           | コスタリカ       | 4-0    | 4-1          | コパ・アメリカ2004                         |
| 7.  | 2004年6月18日  | ピウラ             | メキシコ         | 0-2    | 0-4          | コパ・アメリカ2004                         |
| 8.  | 2004年6月18日  | ピウラ             | メキシコ         | 0-3    | 0-4          | コパ・アメリカ2004                         |
| 9.  | 2004年6月21日  | リマ               | ウルグアイ       | 1-1    | 1-1 (PK:3-5) | コパ・アメリカ2004準決勝                   |
| 10. | 2004年6月25日  | リマ               | アルゼンチン     | 2-2    | 2-2 (PK:2-4) | コパ・アメリカ2004決勝                     |
| 11. | 2004年9月5日   | サンパウロ         | ボリビア         | 3-0    | 3-1          | 2006 FIFAワールドカップ・南米予選          |
| 12. | 2004年10月9日  | マラカイボ         | ベネズエラ       | 0-5    | 2-5          | 2006 FIFAワールドカップ・南米予選          |
| 13. | 2005年6月16日  | ライプツィヒ       | ギリシャ         | 1-0    | 3-0          | FIFAコンフェデレーションズカップ2005       |
| 14. | 2005年6月25日  | ニュルンベルク     | ドイツ           | 0-1    | 2-3          | FIFAコンフェデレーションズカップ2005準決勝 |
| 15. | 2005年6月25日  | ニュルンベルク     | ドイツ           | 2-3    | 2-3          | FIFAコンフェデレーションズカップ2005準決勝 |
| 16. | 2005年6月29日  | フランクフルト     | ドイツ           | 1-0    | 4-1          | FIFAコンフェデレーションズカップ2005決勝   |
| 17. | 2005年6月29日  | フランクフルト     | ドイツ           | 4-0    | 4-1          | FIFAコンフェデレーションズカップ2005決勝   |
| 18. | 2005年9月4日   | ブラジリア         | チリ             | 3-0    | 5-0          | 2006 FIFAワールドカップ・南米予選          |
| 19. | 2005年9月4日   | ブラジリア         | チリ             | 4-0    | 5-0          | 2006 FIFAワールドカップ・南米予選          |
| 20. | 2005年9月4日   | ブラジリア         | チリ             | 5-0    | 5-0          | 2006 FIFAワールドカップ・南米予選          |
| 21. | 2005年10月12日 | ベレン             | ベネズエラ       | 1-0    | 3-0          | 2006 FIFAワールドカップ・南米予選          |
| 22. | 2005年11月12日 | アブ・ダビ         | アラブ首長国連邦 | 0-2    | 0-8          | 親善試合                                   |
| 23. | 2006年6月4日   | ジュネーヴ         | ニュージーランド | 2-0    | 4-0          | 親善試合                                   |
| 24. | 2006年6月18日  | ミュンヘン         | オーストラリア   | 1-0    | 2-0          | 2006 FIFAワールドカップ                    |
| 25. | 2006年6月27日  | ドルトムント       | ガーナ           | 2-0    | 3-0          | 2006 FIFAワールドカップ                    |
| 26. | 2008年10月10日 | サン・クリストバル | ベネズエラ       | 0-3    | 0-4          | 2010 FIFAワールドカップ・南米予選          |
| 27. | 2008年11月19日 | ブラジリア         | ポルトガル       | 6-2    | 6-2          | 親善試合                                   |

## タイトル

### クラブ
フラメンゴ
- リオデジャネイロ州選手権 : 2000, 2001
- ブラジル全国選手権 : 2009

インテル
- セリエA : 2005-06, 2006-07, 2007-08, 2008-09
- コッパ・イタリア : 2004-05, 2005-06
- イタリア・スーパーカップ : 2005 ,2006

### 代表
ブラジル代表
- コパ・アメリカ : 2004
- FIFAコンフェデレーションズカップ : 2005
- FIFA U-17世界選手権 : 1999
- 南米ユース選手権 : 2001

### 個人
- コパ・アメリカ2004 : MVP, 得点王
- FIFAコンフェデレーションズカップ2005 : MVP, 得点王
- ビドーネ・ドーロ : 2006, 2007, 2010
- ブラジル全国選手権セリエA得点王 : 2009
- ボーラ・ジ・オーロ : 2009